# Jamie Buckingham
Jamie W. Buckingham (Vero Beach (Florida), 28 maart 1932 – Melbourne (Florida), 17 februari 1992) was een Amerikaanse voorganger en schrijver. Hij was in de jaren zeventig en tachtig van de 20e eeuw een van de leidende personen binnen de pinksterbeweging.

## Levensloop
Buckingham studeerde Engels aan de Mercer University en haalde daar een Bachelor of Arts. Later studeerde hij aan het Southwestern Baptist Theological Seminary in Fort Worth in Texas en behaalde daar zowel een Bachelor en een Master. Hij leidde in de jaren zestig tweemaal een baptistengemeente, maar moest beide malen vanwege disfunctioneren opstappen. Kort nadat hij voor de tweede keer werd ontslagen woonde hij een bijeenkomst van de pinksterbeweging bij en onderging een ervaring die bekend staat als de doop met de Heilige Geest. Met een tiental mensen begon hij in 1967 de Tabernacle Church. Deze non-denominationale gemeente trok uiteindelijk tweeduizend bezoekers per zondag.
Vooral door zijn boeken groeide Buckingham uit tot een van de leidende figuren binnen de pinksterbeweging. In 1968 verscheen de biografie van voormalig bendeleider Nicky Cruz onder de titel Run Baby Run; in Nederland verschenen onder de titel Ik zal nooit meer huilen. In de loop van de jaren publiceerde Buckingham boeken over het leven van onder andere Kathryn Kuhlman, Pat Robertson en de Nederlandse jodenhelper Corrie ten Boom. In totaal verschenen er 42 boeken van zijn hand. Van 1982 tot zijn dood verscheen er een maandelijkse colum (Last word) in Charisma, het lijfblad van de charismatische beweging. Daarnaast was Buckingham redacteur bij Ministry Today Magazine, een blad voor kerkleiders. In Nederland werden meerdere van zijn boeken uitgebracht door Uitgeverij Gideon en verschenen zijn columns in Opwekking Magazine.
In de jaren tachtig sprak Buckingham zich uit tegen de financiële en seksuele schandalen van verschillende tv-dominees, zoals Jim Bakker en Jimmy Swaggart. Hij zei daarover: "Als we onszelf niet disciplineren, dat zorgt God er wel voor dat we gedisciplineerd worden door anderen" (met "anderen" refereerde hij aan de pers). Ook kon Buckingham zich niet vinden in de politieke activiteiten van Jerry Falwell en zijn Moral Majority. In zijn boeken en preken legde Buckingham een sterke nadruk op het belang van oecumene, met andere woorden het belang van samenwerking en eenheid tussen de verschillende kerkelijke stromingen.
In de zomer van 1990 werd er bij Buckingham kanker geconstateerd. In eerste instantie leek de behandeling goed aan te slaan en de kanker verdwenen. Een jaar later publiceerde hij nog het boek Summer of Miracles over zijn genezing, maar kort daarna werden nieuwe uitzaaiingen aangetroffen, ditmaal met een fatale afloop.
- Bibliothèque nationale de France: cb127408805 (data)
- International Standard Name Identifier: 0000 0001 0863 8699
- Library of Congress Control Number: n79128077
- Nationale Bibliotheek van Letland: 000198680
- Nationale Bibliotheek van Tsjechië: xx0142199
- Nationale Bibliotheek van Israël: 987007259388505171
- Nederlandse Thesaurus van Auteursnamen: 06962089X
- Virtual International Authority File: 2997941
- WorldCat: E39PBJp9vPpX7KwCBPPyMxf8YP